# Лула Рід
Лу́ла Рід (англ. Lula Reed), справжнє ім'я Лу́ла Маріє́тта Макле́лланд (англ. Lula Marietta McClelland; 21 березня 1921, Мінго-Джанкшн, Огайо — 21 червня 2008, Детройт, Мічиган) — американська ритм-енд-блюзова співачка. Співпрацювала з Сонні Томпсоном і Фредді Кінгом.

## Біографія
Народилась 21 березня 1921 року в Мінго-Джанкшн, округ Джефферсон, штат Огайо. Донька Мюка і Отель Маклелланд. Близько 1930 року родина проживала в Порт-Клінтоні, округ Оттава.
З 1951 по 1955 роки записувалась в Цинциннаті на лейблі King з піаністом та бенд-лідером Сонні Томпсоном. Записала пісню «I'll Drown in My Tears», яка стала її найбільшим хітом, посівши 5-е місце в ритм-енд-блюзовому чарті в 1952 році (у 1956 році пісню перезаписав Рей Чарльз під назвою «Drown in My Own Tears»). 
У 1958 році на King вийшов її дебютний LP під назвою Blue and Moody. На деякий час перейшла на Argo, дочірній лейбл Chess Records, де записувалась з 1958 по 1959 (записала «Idle Gossip», яку перезаписав Літтл Віллі Джон), однак у 1961 році знову повернулась на King, де співпрацювала з гітаристом Фредді Кінгом, виконавши з ним декілька дуетів; альбом вийшов у 1962 році під назвою Boy, Girl, Boy.
Після короткого період на лейблі Рея Чарльза Tangerine (1962—1963), зникла з музичної сцени. Разом з чоловіком переїхала до Детройта. Лулі помилково приписувалось одруження з Сонні Томпсоном.
Померла 21 червня 2008 року в Детройті, Мічиган у віці 82 років.

## Дискографія

### Альбоми
- Blue and Moody (King, 1958)
- Boy, Girl, Boy (King, 1962); з Фредді Кінгом і Сонні Томпсоном

### Сингли
- «Rock Love»/«I'm Gone, Yes I'm Gone» (King, 1955)
- «I'll Drown in My Tears»/«Let's Call It a Day» (King, 1956)
- «He's My Everything»/«Come On Home» (Argo, 1958)
- «Anything to Say You're Mine»/«Give Me the Right‎» (Argo, 1959)
- «Idle Gossip»/«Lovin'» (Argo, 1960)
- «I'm a Woman»/«I Know» (Federal, 1961)